# Live at Sidewalk NYC
Live at Sidewalk NYC è il primo album live della cantautrice Allison Weiss, registrato in occasione di un concerto tenuto al Sidewalk Café di New York (da cui il titolo). L'album è stato reso disponibile come download gratuito sul Bandcamp dell'artista a partire dal 5 agosto 2008. Le canzoni eseguite provengono in parte dall'EP del 2007 An Eight-Song Tribute to Feeling Bad & Feeling Better (I'm Ready e I Don't Want to Be Here) e in parte da alcuni mixtape creati successivamente (oltre ad una cover di Umbrella di Rihanna).

## Tracce
1. I'm Ready – 3:11
2. Try to Understand – 3:02
3. July 25, 2007 – 2:32
4. Let's Leave – 4:04
5. Time – 3:37
6. Yer Goin' Down – 3:23
7. I Had to Do It – 3:42
8. What I Need – 4:18
9. Umbrella (cover di Rihanna) – 4:33
10. I Don't Want to Be Here – 4:22
11. The End – 4:12
12. The End pt. 2 – 3:10

## Formazione
- Allison Weiss - voce e chitarra